# Samostan Tatev
Samostan Tatev (armensko: Տաթևի վանք Tat'evi vank' ) je armenski apostolski samostan iz 9. stoletja, ki stoji na veliki bazaltni planoti blizu vasi Tatev v provinci Sjunik v jugovzhodni Armeniji. Izraz Tatev se običajno nanaša na samostan. Samostanski kompleks stoji na robu globoke soteske reke Vorotan. Znan je kot škofovski sedež Sjunika in je igral pomembno vlogo v zgodovini regije kot središče gospodarskega, političnega, duhovnega in kulturnega delovanja.
Samostan je v 14. in 15. stoletju gostil eno najpomembnejših armenskih srednjeveških univerz, univerzo Tatev, ki je prispevala k napredku znanosti, religije in filozofije, reprodukciji knjig in razvoju miniaturnega slikarstva. Diplomanti univerze Tatev so prispevali k ohranjanju armenske kulture in vere v enem najbolj burnih obdobij v njeni zgodovini.
Samostan je 'najbolj znano mesto' v Sjuniku.
Krila Tateva, žičnica iz Tateva do vasi Halidzor, je bila odprta oktobra 2010. V Guinnessovo knjigo rekordov je bila vključena kot »najdaljša neprekinjena žičnica z dvema progama«. 

## Etimologija
Po tradiciji je samostan Tatev poimenovan po Eustateju, učencu apostola sv. Tadeja, ki je na tem območju pridigal in bil mučen. Njegovo ime se je razvilo v Tatev .
Priljubljena etimologija vključuje legendo, ki pripoveduje o dogodku, ki je vezan na gradnjo glavne cerkve, kjer se je vajenec na skrivaj povzpel na vrh stolpa, kjer je nameraval postaviti križ po svoji zasnovi. Vendar pa je vajenca opazil njegov mojster med spustom. Šokiran nad odkritjem je izgubil oporo in padel v prepad, med padanjem je Boga prosil, naj mu podeli krila, kar je v armenščini: Ta Tev .

## Zgodovina
Samostan Tatev stoji v jugovzhodni Armeniji, na območju antične armenske province Sjunik, nedaleč od mesta Goris in 280 km od Erevana. Tateška planota je v uporabi že od predkrščanskih časov, tu je bil poganski tempelj. Tempelj je po prevzemu krščanstva v Armeniji v 4. stoletju nadomestila skromna cerkev.
Razvoj samostana Tatev se je začel v 9. stoletju, ko je postal sedež škofije Sjunik. Zgodovinar Stepanos Orbelian v svoji Zgodovini province Sjunik opisuje gradnjo nove cerkve blizu stare leta 848 s finančno pomočjo princa Filipa iz Sjunika. Z rastjo gospodarskega in političnega pomena centra starajoče se stavbe niso več ustrezale zahtevam, zato je škof Hovhanes (Janez) dobil finančno pomoč princa Ašota iz Sjunika za gradnjo novega samostana.
V začetku 11. stoletja je Tatev gostil okoli 1000 menihov in veliko obrtnikov. Leta 1044 so oborožene sile sosednjih emiratov uničile cerkev svetega Gregorja in okoliške stavbe, ki so jih kmalu zatem rekonstruirali. Leta 1087 je bila severno od kompleksa zgrajena cerkev svete Marije. Samostan je utrpel znatno škodo med invazijami Seldžukov v 12. stoletju in potresom leta 1136. Leta 1170 so seldžuški Turki oropali samostan in požgali približno 10.000 rokopisov. Samostan je bil obnovljen s prizadevanji škofa Stepanosa konec 13. stoletja.
Samostan je bil v času mongolske vladavine oproščen davkov. S pomočjo družine Orbelian je ponovno pridobil svojo gospodarsko moč. Njegov vpliv se je še stopnjeval, ko so leta 1286 Orbelijci prevzeli nadzor nad samostanom, Stepanos Orbelian pa je bil posvečen v metropolita in mu je uspelo ponovno združiti številne okoliške škofije v svojem kraljestvu. Z ustanovitvijo univerze v 14. stoletju je Tatev postal glavno središče armenske kulture.
Med pohodi Timur Lenka v Sjunik (1381-1387) je bil Tatev oplenjen, požgan in opuščen velik del ozemlja. Samostan je dobil dodaten udarec med invazijo Šahruh Mirze leta 1434.
Samostan se je ponovno rodil v 17. in 18. stoletju; obnovljene so bile njegove stavbe in dodane nove. Ponovno so ga oropali med vpadi perzijskih sil, ki jih je leta 1796 vodil Aga Mahmet kan. Leta 1836 je carska Rusija ustanovila metropolitansko oblast Tatev z vsiljevanjem Pologenije in Sjunik je postal del Erevanske škofije.
26. aprila 1921 je 2. Pan-Zangezurijski kongres, ki je potekal v Tatevu, razglasil neodvisnost Republike gorska Armenija. Država je vključevala regije kanjona Tatev, Sisian in Gndevaz. Mesto Goris je postalo glavno mesto nepriznane države, Garegin Nzhdeh pa vrhovni poveljnik.
Samostan je bil hudo poškodovan po potresu leta 1931, kupola cerkve sv. Pavla in Petra in zvonik sta bila uničena. V zadnjih letih so cerkev obnovili, zvonik pa do danes ostaja uničen.

## Stavbe
Obzidan Tatevski samostan sestavljajo tri cerkve – sv. Pavla in Petra, sv. Gregorja Razsvetitelja in Matere Božje - knjižnica, refektorij, zvonik, mavzolej in druge upravne in pomožne stavbe.
Cerkev sv. Pavla in Petra je bila zgrajena med letoma 895 in 906. Do južne stene cerkve je bila leta 1043 dodana obokana dvorana. Kmalu po letu 1087 je bila ob severnih utrdbah dodana cerkev Matere Božje. Leta 1295 je cerkev sv. Gregorja Razsvetitelja, ki je bila porušena med potresom, na pobudo tedanjega škofa Stepanosa Orbeliana, nadomestila nova. Leta 1787 je bil zgrajen mavzolej armenskega teologa Gregorja Tatevevskega ob zahodni steni cerkve svetega Gregorja in do konca 19. stoletja zgrajeno preddverje in zvonik na zahodnem vhodu cerkve sv. Pavla in sv. Peter.
Poleg stavb se samostan ponaša s pokončnim nihalom, znanem kot Gavazan (palica). Ta steber je bil zgrajen v 10. stoletju po dokončanju cerkve Pavla in Petra in je preživel številne invazije in potrese relativno neokrnjen.
V 14. stoletju so na jugu, zahodu in severu samostana postavili utrdbe z zgradbami za bivanje, administracijo in druge namene. V 18. stoletju so naredili dodatke za nastanitev škofovega bivališča, celice za redovnike, shrambo, jedilnico, kuhinjo, pekarno in klet. Šestnajst pravokotnih učilnic, pokritih z obokanimi stropi, je bilo zgrajenih vzdolž glavnih utrdb.
Severovzhodno od samostana je zunaj obzidja je stiskalnica olja. Ima štiri proizvodne prostore, vključno z dvema skladiščnima kupolama in stiskalnimi komorami z obokanimi stropi. Ta mlin je eden najbolje ohranjenih v Armeniji in je odličen prikaz stiskalnic oljk, zgrajenih v regiji v srednjem veku.
Šolske stavbe samostana Tatev so značilne za arhitekturni slog samostanske vzgojne arhitekture, ki se je uporabljal v poznem srednjeveškem obdobju.

### Cerkev sv. Pavla in Petra
Cerkev sv. Pavla in Petra je posvečena obema Kristusovima apostoloma. Imenujejo jo tudi cerkev Apostolov ali stolnica. Verjetno je bila ta cerkev zgrajena na lokaciji stare cerkve in je tudi podedovala ime. Na zahodni steni cerkve je ohranjen posvečen križni kamen, ki ga je postavil škof Hovhanes, ki daje pomembne zgodovinske podatke o gradnji cerkve.
Cerkev sv. Pavla in Petra je najstarejša ohranjena stavba v kompleksu samostana. Zgrajena je bila s pobudo škofa Hovhanesa in finančno pomočjo vladajočega princa Ašota, njegove žene princese Šušan ter princev Grigorja Supana in Džagika.
Cerkev je pravokotna bazilika, ki se razprostira od zahoda do vzhoda. V apsidi na vzhodni strani je oltar, na njem pa sta dve shrambi, vsaka na ena strani. Osrednja kupola je na vzhodni strani podprta z dvema stebroma, na zahodni pa so prizidki kot oporniki. Streha ima dvoslojni, nagnjen slog, prekrit z velikimi strešniki. Notranjost in zunanja stena sta prekrita s klesanim kamnom. Stene in kupola imajo ozka okna, ki omogočajo osvetlitev ladje. Vzhodna fasada vsebuje niše, ki so okronane z reliefnimi portreti njenih dobrotnikov, princa Ašota in princese Šušan, in so obrobljene z zaščitnimi kačami.
Leta 930 so bile cerkvene stene na pobudo škofa Hakoba Dvinecija okrašene s freskami. Delo so izvedli francoski umetniki, povabljeni iz Konstantinopla, ki so delovali skupaj z lokalnimi armenskimi slikarji. Obrazi glavnih junakov imajo vzhodne lastnosti, vsi napisi pa so v armenščini. Vzhodno apsido krasi Kristus na prestolu s svojimi učenci in svetniki. Na zahodni steni je upodobljena Poslednja sodba, medtem ko severna stena prikazuje prizore iz Jezusovega rojstva. Malo teh okraskov je ohranjenih so danes.

### Cerkev sv. Gregorja Razsvetitelja
Cerkev sv. Gregorja meji na južno steno cerkve sv. Pavla in Petra. Cerkev je bila prvič zgrajena med letoma 836–848 z ukazom in finančno podporo princa Filipa iz Sjunika. Obnovljena je bila v 11. stoletju takoj po seldžuških pohodih, a je bila med potresom leta 1138 ponovno popolnoma uničena. V takem stanju je ostala več kot stoletje, dokler ni bila obnovljena leta 1295.
Cerkev svetega Gregorja je preprosta v gradnji. Nima kupole. V severni in južni steni ima tri podporne stebre, na katerih so loki, na katere je nameščena poševna streha. Vhod je okrašen s finimi geometrijskimi rezbarijami.

### Cerkev sv. Matere Božje
Cerkev Matere Božje je ob severnem obzidju samostanskega kompleksa. Zgrajena je bila leta 1087 kot drugo nadstropje pokritega mavzoleja blizu vhoda. Med potresom 1931 je bila močno poškodovana, vendar so jo obnovili v poznem 20. stoletju.

### Gavazan (nihajoč steber)
Nihajni steber (imenovan Gavazan Siun) je spomenik, posvečen sveti Trojici. Stoji južno od stolnice. To je steber, visok približno 8 metrov, kronan s križem tipa hačkar. Datiran je v 10. stoletje, križ ni bil dodan prej kot v 18. stoletju, lahko pa njegova oblika temelji na zgodnejšem primeru .
Ključni namen stebra je opozoriti na manjši potres in s tem dati zgodnje opozorilne signale o možnih potresih. Po premiku se steber vrne v navpični položaj.
- The monastic complex from a closer view
- Detailing on the drum of the church
- Interior of the drum and dome
- The 11th century S. Astvatsatsin church
- Funeral chapel of Gregory of Tatev
- The Gavazan pillar
- Funeral chapel of St. Gregory
- Funeral chapel of St. Gregory
- Chapel of St. Pogos and Petros
- Seismographic balancing pillar known as Gavazan

## Meniški fevdalizem
Samostan Tatev je bil fevdalna organizacija . Kmalu po ustanovitvi je postal vidno in vplivno samostansko središče, saj je bil lastnik obsežnih zemljišč in veliko vasi. Najzgodnejši sklici na njegovo ustanovo so opisani v Zgodovini province Sjunik Stepanosa Orbeliana, kjer Orbelian opisuje sporazum, s katerim je princ Ašot, sin princa Filipéa iz Sjunika, določil svoje meje.
Kmalu po prenosu dežel so kmetje Couraberda (današnji Svaranc), Tamalek, Aveladašt in drugih vasi zavrnili oblast samostana in začeli z njim daljši boj. Dvakrat so se protesti spremenili v odprte vstaje in se z nekaj prekinitvami nadaljevali do leta 990, ko je sjuniški kralj Vasak uničil Couraberd in razpršil njegovo prebivalstvo. Zgodovinarji povezujejo vstaje s tondrakijansko herezijo, ki se je pojavila v armenski zgodovini približno v istem času kot kmečke vstaje (9.-11. stoletje) in ki je bila približno v istem času tudi zatrta. Tondraki (armensko: Թոնդրակեաններ) so bili člani proti fevdalne, heretične krščanske sekte, ki je cvetela v srednjeveški Armeniji med zgodnjim 9. stoletjem in 11. stoletjem in je bila osredotočena na okrožje Tondrak, severno od jezera Van v zahodni Armeniji. 
Tatevška škofija je imela v lasti 47 vasi in je od 677 drugih vasi prejemala desetino . Dobil je tako gospodarsko moč, da se je škof Hakob v letih 940–950 skušal odcepiti od matičnega sedeža Ečmiadzina. Njegove separatistične sanje so bile uničene, ko ga je anatematiziral katolikos Anania Mokaci. Okoliške regije so izkoristile oslabljen položaj Tateva, zavrnile njegovo premoč in ustanovile svoje škofije. Leta 958 je škof Vahan (pozneje katolikos Vahan Sjuneci) povrnil nekatere škofovske pravice in lastnine. Leta 1006 je škofu Hovhanesu . uspelo ponovno vzpostaviti metropolitanske privilegije škofije.

## Univerza Tatev
Samostan Tatev je igral pomembno vlogo pri napredku kulturnega življenja Armenije. Stepanos Orbelian v svoji Zgodovini pokrajine Sjunik opisuje, kako je samostan služil kot skladišče tisočih dragocenih rokopisov, samostanskih in uradnih dokumentov in pogodb. Samostan je gostil univerzo, ki je delovala med letoma 1390 in 1434, kjer so se profesorji izobraževali in usposabljali ne le za provinco Sjunik, ampak tudi za druge regije Armenije.
V začetku 1340-ih se je Hovhan Vorotneci po padcu univerze v Gladzorju odpravil iz Vajota Dzor in prispel v Dzghook v Vorotnu, dobil blagoslov in pokroviteljstvo Orbelianov za napredovanje izobraževalnega sistema v Tatevu. Vorotneci je svoje izkušnje iz Gladzorja izkoristil za pregled izobraževalnega načrta ter za organizacijo sprejema in razvrščanja študentov in profesorjev. To je omogočilo, da se je Tatev v kratkem času preoblikoval v zaslužno univerzo, ki je privabila študente iz različnih regij Velike Armenije in Kilikije.
Vorotneci je univerzo organiziral v tri oddelke - študij armenskih in tujih spisov, študij kiparskih umetnosti in nazadnje študij glasbe. Prva je vključevala študij humanističnih in družboslovnih znanosti, filozofije, govorništva, slovnice, literature in zgodovine. Drugi se je osredotočil na kaligrafijo, likovno oblikovanje knjig in slikanje miniatur in fresk. Tretji oddelek je vključeval starodavno glasbo in muzikologijo.
Po smrti Vorotnecija leta 1388 je Grigor Tatevaci prevzel vlogo opata. Uspelo mu je dvigniti standard Univerze na neslutene višine. V času svojega mandata je Tatev doživel svoje najbolj dinamično in ustvarjalno obdobje. Teme poučevanja so vključevale armensko literaturo, razlago in analizo Stare in Nove zaveze, dela svetih očetov, dela Platona, Aristotela, Filona Aleksandrijskega in Porfirija ter njihove analize.
Univerza v Tatevu je postala vodilno znanstveno in kulturno središče tistega časa. Njeni dosežki se zdijo še pomembnejši, če jih gledamo v kontekstu burnih političnih razmer in neskončnih opustošenj obdobja, ko je bila univerza občasno prisiljena na selitev, da bi se izognili pregonom in napadom sil. 
Univerza Tatev je vodila prizadevanja za boj proti vplivu Fratres Unitores v Armeniji. Unitores je bil armenska veja dominikanskega reda in rezultat pobude papeža Janeza XXII. za razširitev vpliva Svetega sedeža v Rimu na Azijo in latinizacijo Velike Armenije. Študenti univerze Tatev so se borili proti spreobračanju Unitores in si prizadevali zmanjšati njihov vpliv na armensko apostolsko cerkev in ljudi.
Po razpadu armenskega kraljestva Kilikija leta 1375 so tatevski učenjaki pod vodstvom Grigorja Tatevacija in nato njegovih privržencev, zlasti Tovma Mecobecija in Hovhanesa Hermonecija, igrali pomembno vlogo pri prepričevanju oblasti, da bi vrnili vrhovni patriarhalni prestol Armenske cerkve iz Sisa v Ečmiadzin, prvotni sedež svetega Gregorja Razsvetitelja. Prizadevanje je uspelo leta 1441 po sklepih nacionalnega kongresa Ečmiadzina, ki se je izkazal za enega najpomembnejših dogodkov v armenski zgodovini tistega stoletja.
Ugled univerze je začel upadati po smrti Grigorja Tatevacija. Kljub napornim prizadevanjem svojih novih voditeljev so politični in gospodarski pogoji, zapleteni z varnostnimi zapleti tega obdobja, povzročili, da je Tatev izgubil svoj sijaj in končno prenehal delovati po napadih Šahruh Mirze leta 1434.

## Narodna dediščina
Leta 1995 so bili samostani Tatev, Tatevi Anapat in sosednja območja doline Vorotan dodani na okvirni seznam svetovne dediščine pri Organizaciji Združenih narodov za izobraževanje, znanost in kulturo (Unesco). 

## Fundacija oživljanja Tateva
Fundacijo Tatev Revival, ustanovljena leta 2008, je ustanovil vplivni vlagatelj in podjetnik Ruben Vardanjan. Glavni cilj je obnova samostana Tatev. V ta cilj je vključena infrastruktura okoli samostana ob spoštovanju njegovega kulturnega, zgodovinskega in duhovnega pomena ter hkratni razvoj lokalnih skupnosti. Uradni začetek projekta je bil oktobra 2010 z zagonom najdaljše reverzibilne žičnice na svetu aerial tramway (dolga 5750 m), kar je del prizadevanja za oživitev turizma na tem območju. Ta povezava, imenovana Krila Tateva, povezuje vas Halidzor s samostanom Tatev. Projekt izvaja švicarski kompetenčni center skupine Doppelmayr / Garaventa in stane 25 milijonov ameriških dolarjev . Žičnico Krila Tateva je v času obratovanja uporabljalo že več kot 640.000 turistov. V mestu Goris se je po uvedbi programa odprlo več kot 20 hotelov in penzionov. V bližnjih vaseh so domačini ustanovili 24 prenočišč. Ekološka nevladna organizacija Ark Ecok, ki temelji v Kapanu, trenutno gradi infrastrukturo za pohodniške poti za povezavo Kapana in samostana Tatev, da bi spodbudila ekoturizem v regiji Sjunik. 

### Rekonstrukcija samostana Tatev
Oljarna je bila ena prvih arhitekturnih struktur, obnovljena leta 2010 kot del programa oživljanja Tatev in zdaj deluje v celoti.
Od poletja 2016 obiskovalci vstopajo v kompleks samostana Tatev skozi obnovljeni severni vhod. V letu 2017 so bili postavljeni razstavni panoji v bližini vhoda, ki predstavljajo obnovitev samostana. Izboljšalo se je tudi sosednje ozemlje. Rekonstrukcijska dela na izviru vode so se začela konec leta 2015. Izvedene so bile raziskave, da bi ugotovili prvotno lokacijo vodnega vira in kako je bil zgrajen. Poleti 2016 so izvir obnovili na njegovi zgodovinski lokaciji v bližini severnega vhoda.
Obnova cerkve Surb Astvacacin v prvotnem videzu je bila vključena v prvo fazo obnove samostanskega kompleksa Tatev. Dela so se začela avgusta 2016 po odobritvi načrta obnove in so zdaj v zaključni fazi. Trenutno delavci končujejo obnovo kupole cerkve in svetlobnega bobna, na katerem počiva.